# Museo della fondazione del partito
Il Museo della fondazione del partito è un museo nordcoreano situato nel distretto centrale di Pyongyang, la capitale del paese. L'edificio divenne un museo nel 1970, dopo essere stato usato per svariati impieghi.

## Storia
L'edificio fu costruito dai giapponesi durante il periodo di occupazione nipponico nel 1923 e completato il 30 novembre dello stesso anno. Lo scopo originale di questo edificio era quello di esporre delle merci da vendere, rendendolo così una sorta di supermercato moderno. Dopo l'atto di resa del Giappone, che costrinse il paese ad abbandonare la Corea, Kim Il-sung occupò il nord della penisola grazie all'aiuto dei sovietici e il 10 ottobre 1945 il fondatore della patria scelse proprio questo edificio per fondare l'attuale partito dominante in Corea del nord: il Partito del lavoro di Corea. Dopo la fondazione del partito, fu proprio in questo edificio che si tennero le prime sessioni della neonata forza politica. Durante la guerra di Corea, l'edificio fu gravemente danneggiato ma negli anni successivi al conflitto fu restaurato. Il museo fu inaugurato nell'ottobre 1970, sotto la direzione dello stesso Kim.

## Struttura
La struttura dell'edificio è tipica giapponese, più precisamente del periodo Taisho. 
Il primo piano ospita una mostra di foto e manufatti riguardanti la storia del luogo e del partito, mentre il secondo piano è stato conservato nel suo aspetto originale, proprio per mostrare come appariva l'interno dell'edificio una volta.

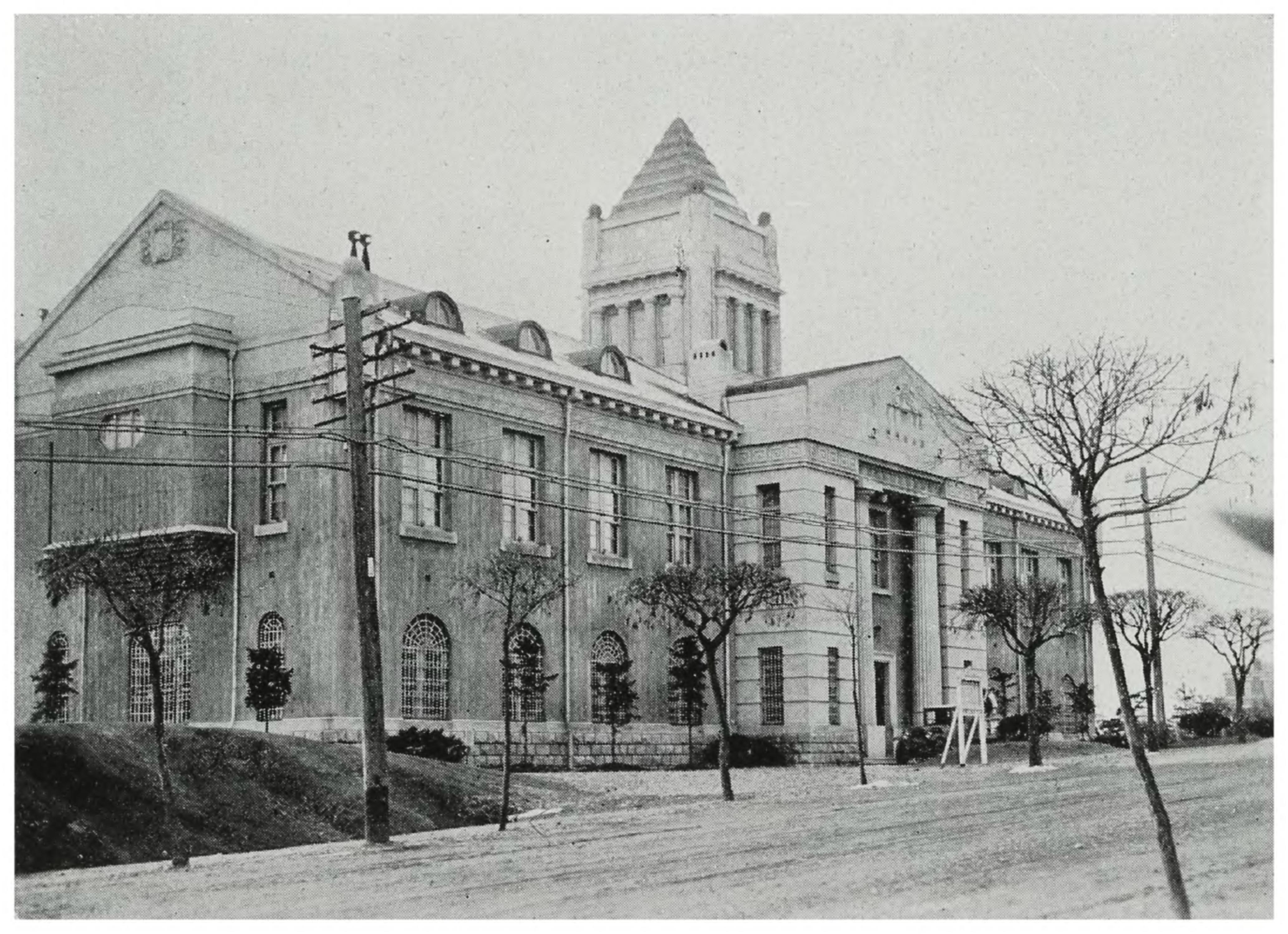
L'edificio in una foto del 1945